# Rørkær Bæk
Rørkær Bæk (dansk) eller Rückebek (tysk) er et mindre vandløb ved Fladsby i landskabet Angel i Sydslesvig i den nordtyske delstat Slesvig-Holsten. Vandløbet udspringer ved Nymølle øst for landsbyen Fladsby og udmunder efter 5 km ved Gammelbyskov ud i Bondeåen, en af Trenens to tilløb.
Forleddet Rørkær blev i tidens løb omtydet til ryg-, i 1780 blev således navnet Rykkebek og Rykkebeksbroe optaget (altså Rygebæk). Vandløbet blev også kaldt Fladsbystrøm, Vejlyk Å, Vejbæk.